# Palermos katakomber

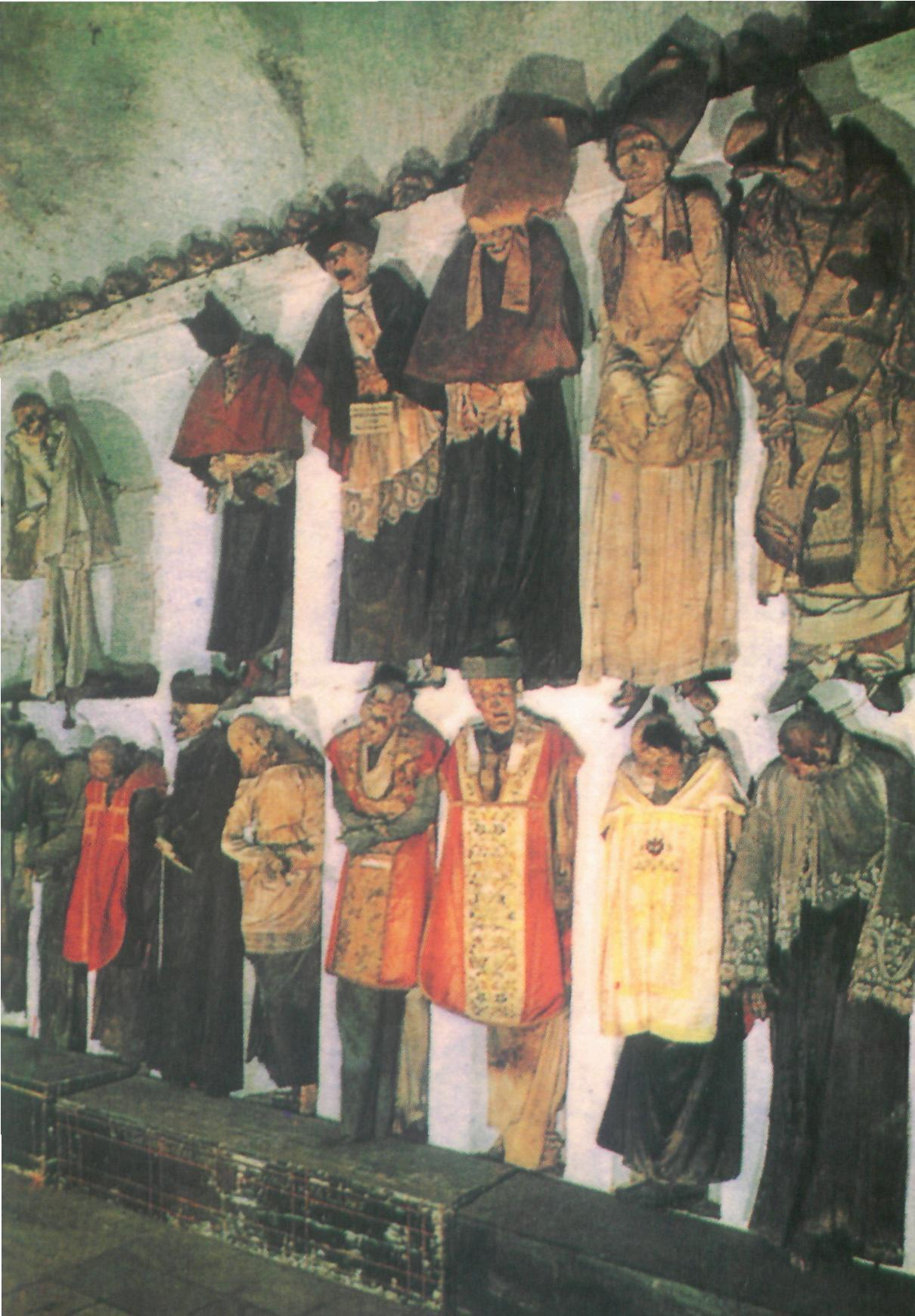
Prästernas korridor i katakomberna

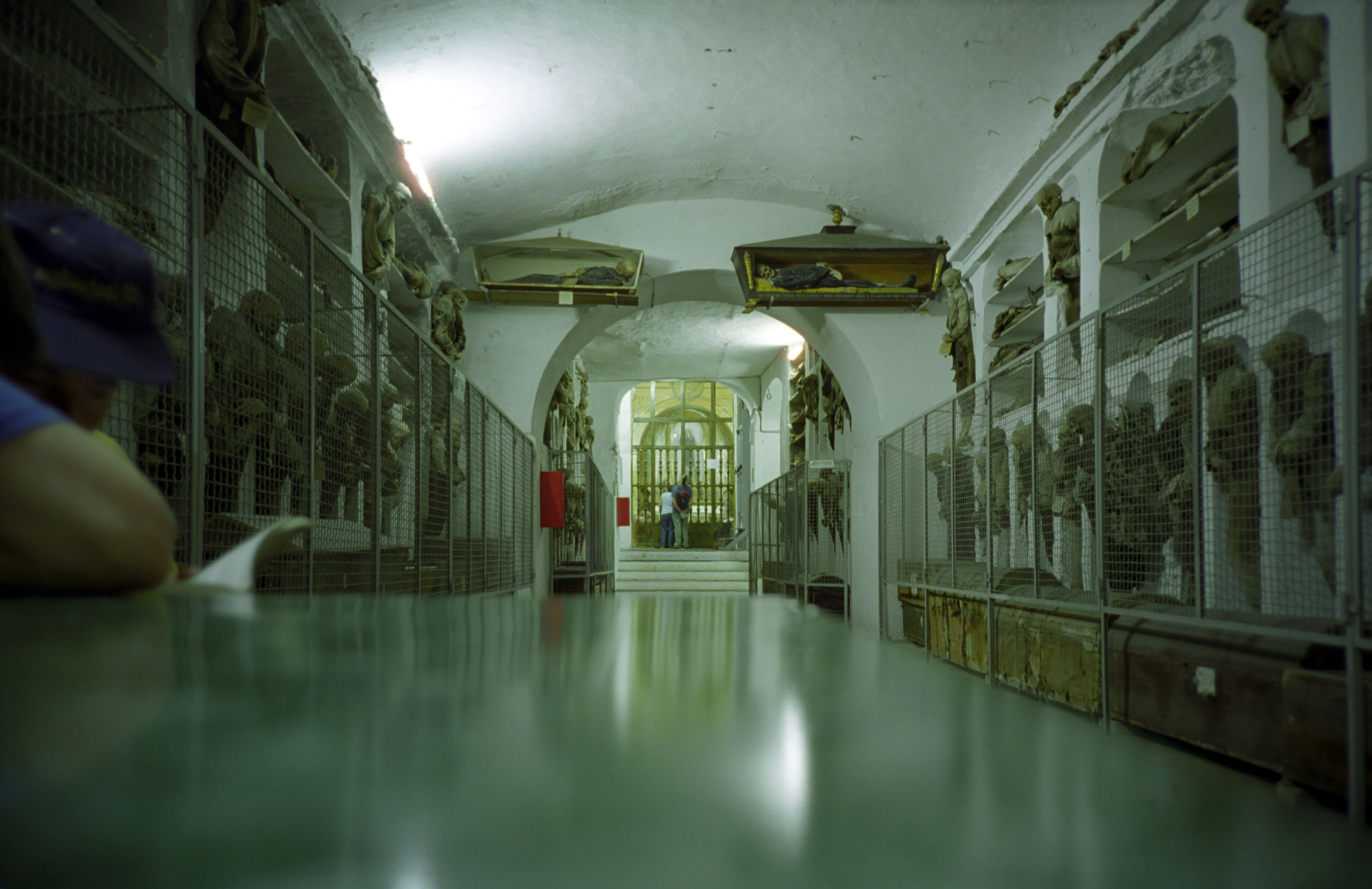
En korridor i katakomberna

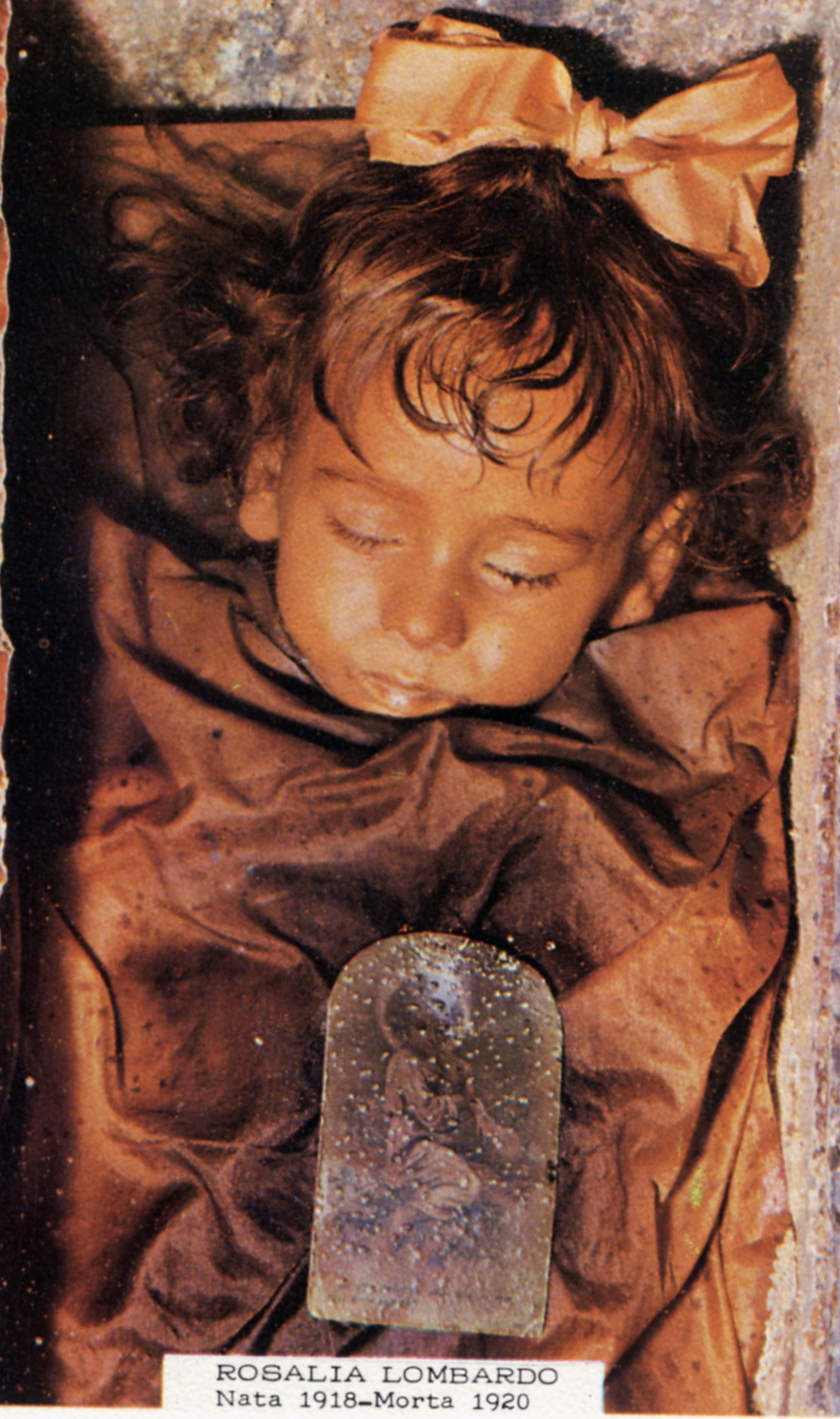
Rosalia Lombardo som begravdes i katakomberna år 1920.

Palermos katakomber är gravkatakomber i Palermo på Sicilien, som drivs av de lokala kapucinermunkarna.
I slutet av 1500-talet ökade antalet munkar i orden kraftigt och därmed även behovet av gravplatser åt de döda. Därför grävde man ut en krypta i anslutning till kyrkogården för att kunna förvara kropparna. Den förste som begravdes där var broder Silvestro från Gubbio, som dog 1599 och balsamerades. Från början var katakomberna avsedda endast för munkar men snart ville även andra få möjlighet att bli begravda där, då detta ansågs sammankopplat med en viss status. Således delades katakomberna upp i olika sektioner; förutom för munkar gjordes särskilda avdelningar för präster, professionella, män, kvinnor, barn och jungfrur. Fram till slutet av 1600-talet var de tomma nischerna täckta av bibelcitat. Fortfarande finns många stenar med inskriptioner på golvet.
Skicket på kropparna är varierande. Vissa är välbevarade tack vare skicklig balsamering, andra är inte mycket mer än skelett. Hos vissa av dem som har hud kvar har denna börjat lossna. Många har sina egna kläder, andra är inklädda i säckväv. Den vanligaste metoden att bevara kropparna var att torka dem genom att placera dem i celler i åtta månader, för att sedan skölja dem i vinäger. Andra doppades i arsenik och kalk. Flickan Rosalia Lombardo, som dog vid två års ålder år 1920 är, särskilt väl bevarad. Hon var en av de sista som fick katakomberna som sin sista viloplats.
Den sista munken begravdes i katakomberna år 1871 och därefter begravdes övriga människor sporadiskt. Sedan katakomberna grundlades hade runt åtta tusen kroppar samlats där, hängande i nischer på väggar och liggande i kistor med öppna sidor så att kropparna syns. Släktingar betalade för att gravplatsen skulle hållas efter så att de skulle ha möjlighet att besöka och se sina döda. Katakomberna stängde officiellt år 1880, men numera är katakomberna museum, öppet för allmänheten. Då vissa besökare pillat på liken och poserat för fotografier med dem är det nu förbjudet att fotografera och längs vissa väggar har mindre galler satts upp för att förhindra att man leker med de döda. Delar av kvinnosektionen förstördes av en bombning 1943 och en eldsvåda 1966. Klostret har byggts upp på nytt, och den nuvarande entrén till katakomberna är från 1944. På kyrkogården som ligger i anslutning till katakomberna är bland andra Giuseppe Tomasi di Lampedusa begravd.